# Ácido 3-aminobutírico
Ácido 3-aminobutírico (ou 'BAIBA') é um produto formado pelo catabolismo da Timina.
A tal molécula foi recentemente atribuídas funções no metabolismo da célula, como no modo que o corpo queima gorduras, e no modo como regula insulina, triglicerídeos e colesterol total.
Tal molécula ativa o programa termogênico de adipócidos brancos via PPARα, induzindo características de tecido adiposo marrom no tecido adiposo branco.